# دکلو (آیداهو)
دکلو(به انگلیسی: Declo) شهری در شهرستان کاسیا ایالت آیداهو است که جمعیت آن در سرشماری سال ۲۰۱۰ میلادی ۳۴۳ نفر بوده است.